# N205 (België)
De N205 is een gewestweg die in de Brusselse plaats Etterbeek de R21 met de N3, N3a en de N23 verbindt. De weg is ongeveer 2 kilometer lang.

## Traject
De N205 begint uit de R21, kruist de N4 (loopt 30 m gelijk aan deze weg) en de N6, en eindigt ten slotte aan het Robert Schumanplein.

## Straatnamen
De N205 heeft de volgende straatnamen:
- Tweede Lansiers Regimentenlaan
- Steenweg op Waver (N4)
- Oudergemlaan